# ヴィリー・ポトヒエッター
ヴィリー・ポトヒエッター（Willie Potgieter、2002年1月5日 - ）は、ジャパンラグビーリーグワンコベルコ神戸スティーラーズに所属するラグビーユニオン選手。

## プロフィール
- 南アフリカ共和国出身[1]。
- ポジションはフランカー(FL)、ナンバーエイト(No8)。
- 身長 190 cm、体重 105 kg

## 略歴
ブルー・ブルズを経て、2022年、コベルコ神戸スティーラーズに加入。
2023年1月28日に行われたJAPAN RUGBY LEAGUE ONE第6節交流戦トヨタヴェルブリッツ戦にて途中出場で日本での公式戦初出場を果たした。